# 普天号柴油动车组
普天号柴油动车组是由大连机车车辆厂、唐山机车车辆厂和南京浦镇车辆厂联合研制的动力集中摆式柴油动车组，于2003年研制成功，采用了机电式主动倾摆系统、径向转向架等新技术。

## 发展历史

### 背景
为了研究利用摆式列车在中国既有铁路上实施客运提速的可能性，并配合广深城际列车的“小编组、高密度、高速度”的公交化营运模式，中华人民共和国铁道部、广深铁路股份有限公司于1998年起向Adtranz公司租用一列X2000摆式高速列车，并于1998年8月投入广深铁路运营。X2000列车在广深线的运营状况很好，并带来非常可观的经济效益。在傅志寰任中国铁道部部长时期，铁道部除了通过既有线路改造、机车车辆革新等提高旅客列车运行速度，同时摆式列车在当时也被视为铁路既有线提速的其中一个方向。

### 研制
1999年4月，铁道部科技教育司召开摆式旅客列车技术论证会议，明确指出中国已经具备了研制摆式列车的条件，正式组织立项研制摆式柴油动车组，前期目标是研制出一列时速160公里/小时、动力集中方式的“二动六拖”摆式列车。铁道部并确定唐山机车车辆厂为科研攻关组长单位，负责摆式列车总体技术条件、设计任务建议书制定、列车总成及调试，完成部分客车的设计、研制。中国铁道部拨款6000万元人民币，唐山机车车辆厂、大连机车车辆厂、南京浦镇车辆厂、铁道部科学研究院、西南交通大学等机构也各自投入资金，合计约1亿元人民币开始了摆式列车的研制。
摆式列车被命名为“普天”号，由2辆动力车、6辆客车拖车编组而成，其中动力车由大连机车车辆厂研制，是以东风10F型柴油机车为基础进行设计；而唐山机车车辆厂和南京浦镇车辆厂各自制造3辆中间拖车，铁科院和西南交大主要负责参与倾摆系统、径向转向架、低重心轻量化车体等重点技术项目的研究。由于这是中国首次自主研制摆式列车，根据铁道部科技研究开发计划项目合同“摆式列车组总体、摆式客车研究”的要求，“二动六拖”摆式列车在参考国外同类车辆的经验和按照国际相关标准进行方案设计。
2001年9月，成功研制了摆式列车使用的摆式径向转向架，并在西南交通大学的滚动振动试验台进行了动力学试验，试验临界速度达到220公里/小时以上，运行平稳性指标达到了设计标准。此后，该型转向架被装用于一辆22型硬座车（YZ22 37496），于2001年10月至2002年4月编入成都铁路局管内成都至宜宾的旅客快车，在成渝铁路进行了为期半年的运行考核。与此同时，大连机车车辆厂的动力车设计方案于2002年3月通过铁道部技术评审。2003年5月27日，唐山机车车辆厂制造的3辆客车竣工下线；同年5月8日，2台动力车在大连机车车辆厂落成。5月27日，南京浦镇车辆厂制造的3辆客车竣工下线。2003年7月，“普天”号列车在唐山机车车辆厂完成编组。
然而，刘志军在2003年3月接替傅志寰出任铁道部部长后，中国铁路发展政策发生重大改变，“普天”号列车于2004年初在唐山完成了编组试验后即被封存于唐山机车车辆厂内。关于弃用摆式列车的原因，铁路部门从未在公开场合进行过说明解释。但业内人士认为，刘志军上任后提出并实施铁路“跨越式发展”，大举兴建高速铁路客运专线，以摆式列车作为铁路既有线提速的方向与刘志军提倡的发展方针政策并不吻合，这是摆式列车被弃用的重要原因。

## 技术特点

### 总体结构
“普天”号柴油动车组为动力集中方式的推挽式列车组，采用“二动六拖”的8辆编组，由2辆动力车、6辆客车拖车组成。动力车处于列车的首尾部，以推挽方式牵引列车运行。动力车为一台六轴柴油机车，是以东风10F型柴油机车为基础进行设计，采用单端司机室、内走廊式侧壁承载全焊接钢结构车体，由前到后分别为司机室、电气室、传动室、动力室、冷却室、辅助室，采用了流线型车头以减少高速运行时的空气阻力。电气室内设有高低压电气柜等设备；传动室内设有主整流柜、起动发电机、励磁机等设备。动力室安装了一套柴油发电机组，以及空气滤清器、燃油输送泵、燃油滤清器、膨胀水箱等辅助设备。冷却室设有油水系统冷却装置、静液压变速箱。辅助室内设有电阻制动柜、列车供电柜、空气压缩机等。车底两台转向架之间装有燃油箱、总风格、蓄电池组。为减轻轴重和轮轨之间的作用力，动力车采用A1A-A1A轴式，即每台转向架的中间轴不设牵引电机。
中间拖车采用无中粱整体承载薄壁筒形结构的鼓型断面车体，其中包括1辆一等座车、4辆二等座车、1辆带酒吧间、播音室、乘务员室的二等综合座车。客车内部的装饰方案聘请了意大利乔治亚罗设计公司设计，各车厢之间采用密接式车钩连接，并采用了电控气动塞拉门和真空集便装置。

### 动力系统
每台动力车装用一台12V240ZJD-1型柴油机，属于240/275系列柴油机，是在东风10F型机车所使用的12V240ZJD型柴油机基础上改进而成的系列产品。该型柴油机为12气缸、四冲程、废气涡轮增压、电子控制燃油喷射的V型中速柴油机，气缸直径240毫米，活塞行程275毫米，标定功率为2400千瓦，装车运用功率为2000千瓦。
主传动系统为交—直流电传动，柴油机直接驱动同步主牵引发电机发出三相交流电，经主硅整流器整流成直流电后向4台并联的直流牵引电动机供电。动力车采用兼具列车供电功能的JF210E型同步主副发电机，其中主发电机用于牵引，副发电机输出经整流后向客车供应600伏直流电，输出功率为2×300千瓦，经由每节车厢设置的逆变器，将600伏直流电逆变为两路380伏交流电源，可为空调、电热、电茶炉以及照明等电器设备提供电源。牵引电动机为ZD106A型直流牵引电动机，是由东风11型机车所使用的ZD106型牵引电机改进而成，功率由530千瓦提高到600千瓦。动力车还装有电阻制动装置，制动功率为2×1700千瓦。

### 倾摆系统
列车的倾摆系统参考了德国铁路的611、612型柴油动车组，采用机电式主动倾摆控制系统，而非传统的液压式倾摆装置。倾摆驱动装置安装在转向架内，倾摆调节由一个交流电动机驱动，该系统使用设置于头车上的加速度传感器、车速传感器、陀螺仪收集数据，经过微电脑计算后将倾摆指令传送给机电作动器，使拖车在通过曲线时能够实现灵活倾摆（动力车不设倾摆装置），最大倾斜角为±8°。

### 控制系统
“普天”号柴油动车组采用微机控制系统，具有列车牵引、制动控制、恒功励磁、防空转防滑行控制、重联通信控制等功能；另外并设有符合列车通信网络（TCN）标准的多功能车辆总线（MVB）和绞线式列车总线（WTB）网络系统，以用于首尾动力车的重联控制指令、客车倾摆指令、监控数据的实时传输。

### 转向架
动力车走行部为两台轴式为A1A的三轴自导向径向转向架，转向架采用全焊接结构的“目”字型构架、拉杆定位式轴箱，一系悬挂为轴箱圆弹簧并带有液压减震器，二系悬挂采用高柔度圆弹簧结构，并设置了垂向、横向油压减振器以及抗蛇行减振器；牵引力和制动力通过低位四连杆机构牵引装置传递。牵引电动机采用双侧六连杆轮对空心轴全悬挂驱动装置。
拖车采用带有倾摆机构的TW-160B（唐山厂）或PW-160B（浦镇厂）型径向转向架，两者结构相同。径向机构采用强迫导向，轮对位置可以随曲线半径和转向架构架转角而变化。转向架采用“H”形低合金钢焊接结构构架，一系悬挂采用轴箱弹簧；二系悬挂采用空气弹簧，车体和转向架之间并设有抗蛇行油压减振器、抗侧滚扭杆。基础制动装置采用轴盘制动配电子防滑器，每轴装有两块制动盘。

## 车辆保存
- “普天”号列车其中两辆由浦镇车辆厂制造的软座客车，于2014年初由浦镇厂对车辆完成外观整修后，移交南京铁道职业技术学院保存展示，并且分别喷涂上“BRZ 001”和“BRZ 002”车辆编号。